# Dziennik Popularny
Dziennik Popularny – polski dziennik o profilu lewicowym ukazujący się w latach 1936–1937.

## Historia
Pismo założono we wrześniu 1936 r. z inicjatywy działaczy KPP oraz zwolenników koncepcji jednolitofrontowych w łonie PPS. Pierwszy numer gazety ukazał się 16 października 1936 r. Funkcję redaktora naczelnego pełnił Norbert Barlicki. Artykuły zamieszczali m.in. Julian Hochfeld, Jakub Dawid Hopensztand, Stanisław Dubois, Marian Kubicki, Wanda Wasilewska, Marian Bogatko oraz Wiktor Grosz.
Pismo przedrukowywało utwory Władysława Broniewskiego, Emila Zegadłowicza, Leona Kruczkowskiego i Lucjana Szenwalda.
Gazeta miała profil lewicowy, walczyła z domniemanymi przejawami faszyzmu na świecie i w Polsce, w wojnie domowej w Hiszpanii opowiadała się za siłami republikańskimi. Wychodziła w nakładzie ok. 50 tys. egzemplarzy.
Pismo zostało zamknięte przez władze państwowe w marcu 1937 r.